# 17. divize tankových granátníků SS „Götz von Berlichingen“
17. SS-Panzergrenadier Division „Götz von Berlichingen“ byla německá mechanizovaná pěchotní divize Waffen-SS, která bojovala během druhé světové války na západní frontě.

## Vznik a výcvik
Divize vznikla poblíž města Poitiers ve Francii dne 3. října roku 1943. Byla vytvořena většinou ze záložních jednotek a branců, z nichž valná většina byli Volksdeutsche z Rumunska.
Divizi bylo uděleno čestné jméno Götz von Berlichingen po německém rytíři z 16. století, který v boji ztratil svou pravou rukou a nahradil ji železnou protézou. V souvislosti s tím sloužila jako divizní znak železná sevřená pěst.
Neoficiálně byla nazývána LMA division v souvislosti s údajným von Berlichingenovým slavným výrokem: „Er kann mich im Arsche lecken!“ („On mi může vylízat prdel!“), zjednodušeno na „Leck Mich am Arsch“ („vyliž mi prdel“), který mu vložil do úst Johann Wolfgang von Goethe ve své hře Götz von Berlichingen.
SS-Obersturmbannführer Otto Binge dohlížel na zformování divize společně s čerstvě povýšeným SS-Brigadeführerem Wernerem Ostendorffem, který převzal velení divize 30. října roku 1943. Divize byla dána pod vedení LXXX armádního sboru, části Skupiny armád D (Heeresgruppe D) pod velením polního maršála Gerda von Rundstedta.
V únoru 1944 divizi stále trpěla nedostatkem vozidel. Z rozkazu LXXX Armádního sboru začala divize zabavovat francouzská vozidla ve snaze dokončit svou mobilizaci. Během března byla většina jednotek divize plně motorizovaná.
Dne 1. června se divize nacházela v Thouars ve Francii se slabým několikaměsíčním výcvikem, neúplným počtem důstojníků a poddůstojníků, bez tanků, ale s útočnými děly StuG IV.

## Bitva o Normandii
Po spojenecké invazi na Den D byla divize odvelena do Normandie, aby se snažila zastavit spojenecký postup. Dne 11. června se divize dostala poprvé do boje, když průzkumný oddíl narazil na výsadkáře americké 101. výsadkové divize poblíž města Carentan.
Ráno 13. června Američané zajistili město a začali postupovat směrem na jih.
37. pluk tankových granátníků SS, podporovaný samohybnými děly StuG IV z divizního oddílu a 6. výsadkovým plukem podplukovníka Friedricha von der Heydte, napadl postupující výsadkáře 101. výsadkové divize.
Později nazvali Američané tuto událost Bitva o krvavou rokli. Němci bojovali s několika výsadkovými rotami do doby, než je zastavily přijíždějící tanky americké 2. obrněné divize, která spadala pod velení generála George S. Pattona.
Po zbytek měsíce se divize účastnila těžkých bojů poblíž měst Saint-Lô a Coutances. Během tohoto období utrpěla těžké ztráty a na začátku července byla její síla zredukována na 8 500 mužů. Divize byla na linii postupu pro operaci Cobra a utrpěla další těžké ztráty při pokusu zastavit spojeneckou ofensivu. Poté se účastnila protiútoku s krycím názvem operace Lüttich v oblasti města Mortain. Po neúspěchu operace byla divize rozdělena do čtyř bojových skupin (Kampfgruppe): Braune, Gunter, Fick a Wahl. Těmto malým jednotkám se povedlo uniknout z obklíčení ve Falaisské kapse, ale utrpěly těžké ztráty a bojovaly s postupujícími Američany až konce měsíce, kdy byla divize stažena do města Metz k odpočinku a doplnění stavů.

## Mety a Sársko
Na začátku září 1944 s divizí splynuly zbytky 49. a 51. brigády tankových granátníků SS (SS Panzergrenadier Brigade) a posílily stavy divizní pěchoty. Nicméně náhrady za chybějící tanky a útočná děla přicházely pomalu.
Dne 8. září byla divize poslána zpět do bojů s úkolem zničit nově vytvořené předmostí na řece Mosela, které držely americká 5. a 80. pěší divize. Po těžkých bojích se divize Götz von Berlichingen stáhla do Sárska a začala se připravovat k obraně města Metz. Během následujících dvou měsíců se divize zúčastnila velmi těžkých bojů v Sársku okolo města Forêt De Facq a utrpěla těžké ztráty.
Dne 8. listopadu bylo velitelství divize bombardováno americkým letectvem a byly zabity tři čtvrtiny velitelského štábu. Silně oslabené divizi bez velitelské struktury povolil Hitler ustoupit.
Zbytky divize se stáhnly k Maginotově linii poblíž města Faulquemont, aby se doplnily stavy a její muži si odpočinuli. Během této doby spadala divize pod XIII. sbor SS pod velením SS-Gruppenführera Maxe Simona. Spojenecké jednotky osvobodily Mety 22. listopadu 1944.

## Obnovení a operace Nordwind
Když se divize v polovině listopadu 1944 stáhla zpět na Maginotovu linii, její síla byla snížena na 4 000 mužů a 20 obrněných vozidel. Na počátku prosince 1944 byly pluky tankových granátníků posíleny dalšími Volksdeutsche. Kvalita těchto posil nebyla příliš vysoká. Navzdory tomu byla divize na konci roku 1944 opět „papírově“ silná a tak se jako část XIII. sboru SS pod velením Maxe Simona účastnila Operace Nordwind, poslední neúspěšné ofenzívy na západní frontě.
Divize společně s 36. Volksgrenadier Division zaútočila na 44. a 100. pěší divizi u města Rimling na hranicích Německa a Francie. Pro tento útok byla divize posílena rotou tanků Panther z 21. pancéřové divize, dvěma rotami plamenometných tanků Flammpanzer 38 z Panzer-Flamm Kompanie 352 & 353 a 653. oddílem těžkých stíhačů tanků, který byl vybaven stroji Jagdtiger. Divizi se nepodařilo získat příliš území a byla nucena bojovat za špatných povětrnostních podmínek. Po těžkých neúspěšných bojích se 7. americkou armádou a poté, co byl pětkrát vyměněn velitel, byla 3. ledna 1945 většina divizního štábu uvolněna z funkcí. Náhrady, které se skládaly z důstojníků Wehrmachtu, dorazily následující den. Dne 10. ledna byl velitel divize Standartenführer Hans Lingner zajat nepřátelskou hlídkou, když se jeho auto převrátilo na kluzké vozovce. Jeho řidič padl v boji hned na místě nehody a Lingner, jeho pobočník SS-Untersturmführer Jund a SS-Unterscharführer Weissenborn byli zajati Američany.
Jeho funkci převzal prozatímně 21. ledna jeden z důstojníků Wehrmachtu plukovník Gerhard Lindner, který byl povolán ze zálohy skupiny armád G, ve funkci zůstal dokud nebyl nahrazen SS-Standartenführerem Fritzem Klingenbergem. Divize se podílela na operaci Nordwind až do 25. ledna.

## Západní val a konec války
Divize se podílela na obraně Západního valu až do 18. března, kdy Američané prorazili linii obrany. Divize se snažila bránit až do 22. března, kdy byl velitel Klingenberg zabit v boji a vojáci začali opouštět vozidla a ustupovat přes Rýn. Funkci velitele do 24. března dočasně zastával SS-Obersturmbannführer Vinzenz Kaiser, pak byl nahrazen SS-Standartenführerem Jakobem Fickem.
Od 1. dubna byla síla divize redukována na pouhých 7 000 mužů a byla převelena k obraně Norimberku. V boji pokračovala opět až od 24. dubna, kdy byla poslána do bojů u města Donauwörth. Poslední organizovaný odpor kladla divize u města Moosburg 29. dubna pod velením SS-Oberführera Georga Bochmanna.
Bochmann se pokusil využít zdejší zajatecký tábor Stalag VII-A, největší v Německu, jako rukojmí, aby získal čas pro překročení řeky Isar. Avšak jeho úsilí bylo zmařeno, když spojenecký velitel brigádní generál Charles H. Karlstadt zjistil, co se Bochmann snaží udělat. Nařídil svým jednotkám, aby zaútočily na Moosburg, zajistily most přes Isar a zachránily spojenecké zajatce z tábora. Americká pěchota postoupila do města a bez jakéhokoliv zdržení dobyla obranné pozice divize Götz von Berlichingen. Ten den zajala americká 14. obrněná divize přes 7 000 německý vojáků, většinou od Waffen-SS.
Zbytky zcela zdecimované divize se vzdaly americkým jednotkám 7. května poblíž města Achensee v Rakousku.

## Válečné zločiny
Když byla divize souzena ve čtyřech případech válečných zločinů spáchaných v posledních dnech války, televizní kanál The History Channel odvysílal dokument D-Day: The Secret Massacre (Den D: Tajný masakr), který obviňoval divizi ze zavraždění několika výsadkářů z 82. výsadkové divize poblíž města Graignes ve Francii, kteří chybně seskočili na Den D. Podle dokumentu bylo něco kolem 200 amerických výsadkářů odděleno od svého pluku po dobu téměř jednoho týdne a stahující se americké jednotky nechaly zraněné vojáky v kostele, kde se o ně starali místní lidé. Když byli zranění výsadkáři objeveni, tak je vojáci Waffen-SS popravili společně s několika francouzskými vesničany. Ovšem toto tvrzení nebylo nijak dokázáno.
Dokonce někteří z vojáků divize Götz von Berlichingen se sami měli stát oběťmi válečných zločinů. V roce 1976 bylo zhruba 200 vojáků z 1. praporu 38. pluku pancéřových granátníků SS nalezeno a identifikováno v masovém hrobě v Norimberku. V souvislosti s případem v Graignes nebylo nic prokázáno.

## Velitelé
Vrchní velení divize
- SS-Gruppenführer Werner Ostendorff (30. října 1943 – 15. června 1944)
- SS-Standartenführer Otto Binge (15. června 1944 – 20. června 1944)
- SS-Brigadeführer Otto Baum (20. června 1944 – 1. srpna 1944)
- SS-Standartenführer Otto Binge (1. srpna 1944 – 29. srpna 1944)
- SS-Oberführer Dr. Eduard Deisenhofer (30. srpna 1944 – ? září 1944)
- SS-Oberführer Thomas Müller (? září 1944 – ? září 1944)
- SS-Standartenführer Gustav Mertsch (? září 1944 – 21. října 1944)
- SS-Gruppenführer Werner Ostendorff (21. října 1944 – ? listopad 1944)
- SS-Standartenführer Hans Linger (? listopad 1944 – 10. ledna 1945)
- Oberst Gerhard Lindner (10. ledna 1945 – 21. ledna 1945)
- SS-Standartenführer Fritz Klingenberg (21. ledna 1945 – 22. března 1945)
- SS-Obersturmbannführer Vinzenz Kaiser (22. března 1945 – 24. března 1945)
- SS-Standartenführer Jakob Fick (24. března 1945 – 27. března 1945)
- SS-Oberführer Georg Bochmann (27. března 1945 – 8. května 1945)

Náčelníci štábu
- SS-Sturmbannführer Carl-Heinz Conrad (15. listopadu 1943 – 3. dubna 1944)
- SS-Obersturmbannführer Kurt Hallwachs (3. dubna 1943 – 17. května 1944)
- SS-Obersturmbannführer Carl-Heinz Conrad (17. května 1944 – 26. srpna 1944)
- SS-Sturmbannführer Max Linn (26. srpna 1944 – 12. listopadu 1944)
- SS-Obersturmbannführer Hans Lingner (12. listopadu 1944 – 8. prosince 1944)
- Major Kurt von Bothmer (8. prosince 1944 – 6. ledna 1945)
- Major Wilhelm Krelle (6. ledna 1945 – 7. května 1945)

Proviantní důstojníci
- SS-Sturmbannführer Bernhard Linn (? leden 1944 – 1. srpna 1944)
- SS-Sturmbannführer Hans-Friedrich Molderings (? prosinec 1944 – ? únor 1945)
- SS-Sturmbannführer Heini-Helmut Grellmann (? – ?)
- Major Schöneich (? – ? květen 1945)

## Početní stavy divize
| Měsíc        | Rok  | Počet  |
| 1. prosince  | 1943 | 4 125  |
| 30. prosince | 1943 | 11 147 |
| 1. března    | 1944 | 10 236 |
| 1. dubna     | 1944 | 11 515 |
| 15. června   | 1944 | 18 354 |
| 30. června   | 1944 | 16 976 |
| 30. července | 1944 | 8 530  |
| 16. srpna    | 1944 | 10 063 |
| 20. září     | 1944 | 14 816 |
| 31. října    | 1944 | 15 843 |
| 4. prosince  | 1944 | 4 000  |
| 15. ledna    | 1945 | 3 000  |
| 31. ledna    | 1945 | 16 173 |
| 2. února     | 1945 | 8 843  |
| 10. února    | 1945 | 13 252 |
| 28. února    | 1945 | 15 984 |
| 28. března   | 1945 | 11 313 |
| 7. dubna     | 1945 | 8 811  |

## Složení divize
- SS-Panzergrenadier-Regiment 37 (37. pluk tankových granátníků SS)
- SS-Panzergrenadier-Regiment 38 (38. pluk tankových granátníků SS)
- SS-Artillerie-Regiment 17 (17. dělostřelecký pluk SS)
- SS-Panzerjäger-Abteilung 17 (17. oddíl stíhačů tanků SS)
- SS-Panzer-Abteilung 17 (17. tankový oddíl SS)
- SS-Sturmgeschütz-Abteilung 17 (17. oddíl útočných děl SS)
- SS-Flak-Abteilung 17 (17. oddíl protiletadlové obrany SS)
- SS-Nachrichten-Abteilung 17 (17. zpravodajský oddíl SS)
- SS-Panzer-Aufklärungs-Abteilung 17 (17. tankový průzkumný oddíl SS)
- SS-Pionier-Bataillon 17 (17. ženijní prapor SS)
- SS-Divisions-Nachschubtruppen 17 (17. oddíl divizního zásobování SS)
- SS-Panzer-Instandsetzungs-Abteilung 17 (17. tankový opravářský oddíl SS)
- SS-Wirtschafts-Bataillon 17 (17. hospodářský prapor SS)
- SS-Sanitäts-Abteilung 17 (17. sanitní oddíl SS)
- SS-Feldpostamt 17 (17. úřad polní pošty SS)
- SS-Kriegsberichter-Zug 17 (17. oddíl válečných zpravodajů SS)
- SS-Feldgendarmerie-Kompanie 17 (17. rota polního četnictva SS)
- SS-Feldersatz-Bataillon 17 (17. polní záložní prapor SS)